# Поезд фон Райена (фильм)
«Поезд фон Райена» (англ. Von Ryan's Express) — кинофильм о Второй мировой войне режиссёра Марка Робсона, снятый по одноимённому роману Дэвида Уэстхеймера.

## Слоган фильма
Why did 600 Allied prisoners hate the man they called Von Ryan more than they hated Hitler?

## Сюжет
Полковник Райен (Фрэнк Синатра) — американский пилот, сбитый немцами и отправленный в лагерь военнопленных в Италии. Райен — человек жёсткой дисциплины. Как офицера, его назначают начальником над военнопленными. Те считают, что он сотрудничает с итальянскими охранниками, и дают ему кличку «фон Райен». Но он так же строго ведёт себя и с итальянцами: когда они отказываются выдать пленным новую форму, полковник приказывает соотечественникам демонстративно раздеться догола.
Узнав о капитуляции Италии в 1943, Райен пытается вывести военнопленных из лагеря, охрана которого бежала. Но их выдаёт немцам бывший начальник лагеря, которого они заперли в карцере (после капитуляции немцы ввели войска в Италию). Пленных сажают в поезд, они разоружают охрану и сами ведут этот поезд, спасаясь от преследования немцев, в нейтральную Швейцарию.

## В ролях
- Фрэнк Синатра — полковник фон Райен
- Тревор Ховард — майор Эрик Финшем
- Рафаэлла Карра — Габриэла
- Брэд Декстер — сержант Бостик
- Джон Лейтон — лейтенант Орд
- Эдвард Малхейр — капитан Костанцо
- Вольфганг Прайсс — майор фон Клемент
- Йон Ван Дрелен — полковник
- Адольфо Чели —  Батталья, комендант лагеря

## Награды
Премия Академии кинематографических искусств и наук «Оскар», 1966 год — номинация «Лучшие звуковые эффекты».